# 라포르
라포르(rapport), 래포, 라포 또는 라뽀는 사람과 사람사이에 생기는 상호신뢰관계를 말하는 심리학용어이다. 서로 마음이 통한다든지 어떤일이라도 터놓고 말할 수 있거나, 말하는 것이 충분히 감정적으로나 이성적으로 이해하는 상호 관계를 말한다. 원래 프랑스어의 '가져오다', '참조하다'에서 나온 말이다. 특히 심리치료, 교육, 치료상담 등에 많이 적용되는데 예를 들어 기자가 취재대상과 '라포르'를 형성하면 훨씬 더 많은 정보를 얻을 수 있다. 이러한 상호 의사소통은 언어적 차원을 넘어 정신적, 생리적 차원에서 동조화 되거나 무의식적으로 따라하는 거울효과를 나타내기도 한다. 이러한 특성은 무의식적인 인간 상호작용의 가장 중요한 특성을 나타낸다.

## 라포르의 형성
라포르를 형성하기 위한 기술로는 상대와 몸의 언어 즉 자세, 동작 등을 같이 하거나 눈길 맞추기, 호흡을 같이하기 등이 있다. 심리학자들은 이를 촉진적인 인간관계라고 한다.
- 자신과 상대를 편안하게 하기. 가벼운 대화 등으로 시작.
- 상대가 보이는 얼굴표정, 신체반응, 목소리 등 비언어적 행동을 잘 읽고 적절한 반응을 해준다.
- 상대가 거리를 유지하고 피하면 기다리고 천천히 다가감.
- 상대가 비유를 사용하여 말하면 그 비유를 그대로 사용하여 반응함
- 상대를 공감하고 존중하며 일치하는 점을 찾으려 이해한다.
- 상대에 대한 무조건적인 긍정적 관심을 표현한다. 상대가 어떤 것이든 느끼는 그대로 표현하도록 한다.
- 다른 생각에 잠기지 않는다. 상대의 주의를 산만하게 할 일을 피한다.
- 다른 사람과 결부시키지 않는다.

라포르(rapport)라는 프랑스어는 환자와 의사 사이의 심리적 신뢰 관계를 뜻하는 말이다.